# باشگاه فوتبال اشتون تاون
باشگاه فوتبال اشتون تاون (به انگلیسی: Ashton Town Association Football Club) یک باشگاه فوتبال در شهر اشتون این مکرفیلد، کشور انگلستان است که در سال ۱۹۵۳ میلادی تأسیس شده‌است.